# معركة المليداء
معركة المليداء هي معركة وقعت يوم السبت 13 من جمادى الآخرة عام 1308 هـ (24 يناير 1891) بين الأمير محمد بن عبد الله الرشيد أمير حائل ومعه أهل حائل وبعض من قبيلة شمر وقبيلة الظفير و عنزة ضد الأمير حسن آل مهنا أبا الخيل أمير بريدة ومعه البرزان من مطير والشيابين من عتيبة وبعض من الدهامشه من قبيلة عنزة الموجودين في أطراف شمال القصيم وزامل بن سليم أمير عنيزة ومعه أهالي عنيزة. والمليداء مكان يقع في غرب مدينة بريدة انتهت المعركة بانتصار قوات محمد بن عبد الله الرشيد.

## قبل المعركة
في سنة 1306 هـ الموافق 1889م كانت بداية الخلاف بين الأميرين محمد بن رشيد وحسن آل مهنا أبا الخيل. إيذانا ببداية التحالف بين الأمير حسن بن مهنا وأمير عنيزة زامل بن سليم. وكانت بداية الشرارة كما ذكر عبد الله البسام ومحمد العبيد في تاريخهما حول زكاة بعض المناطق التابعة للقصيم والتي كانت زكاتها تدفع لأمير بريدة حسن بن مهنا أبا الخيل، فأرسل ابن رشيد عماله ليأخذوا زكاتها فحصل بينهم وبين عمال أمير بريدة حسن بن مهنا نزاع حول ذلك فكانت سببا في بداية العداوة، وقد دفع حسن بن مهنا خروجه عن تحالفه مع الأمير محمد بن رشيد إلى أن يكتب لعبد الرحمن بن فيصل يحرضه علي ابن سبهان الذي عينه ابن رشيد أميرا على الرياض ويحرضه على التخلص منه ويعده بمناصرته وقد دبر حيلة استطاع بها القبض ابن سبهان.
وكما كان متوقعاً لم يقف الأمير محمد بن رشيد موقف المتفرج إزاء القبض علي ابن سبهان فجهز جيشاً، وتوجه به من حائل الي الرياض في مستهل عام 1308 هـ. واستطاع أن يتفادى أهل القصيم في مسيرته. وحينما وصل الي الرياض خرج وفد للتفاوض وكان رئيس الوفد محمد بن فيصل ومعه ابن أخيه عبد العزيز بن عبد الرحمن وعبد الله بن عبد اللطيف واتفقوا علي أن يطلق سراح ابن سبهان مقابل إطلاق الأمير محمد ابن رشيد من كان عنده من آل سعود لمن كانوا قد وفدوا عليه عام 1307 هـ.

## أحداث المعركة
بعد أن صمم محمد بن عبد الله ابن رشيد علي قتال حسن بن مهنا أبا الخيل وجيوشه من أهل القصيم بعد أن رأي خطورة اتحاد ابن مهنا مع ابن سليم واتفاقهم مع عبد الرحمن بن فيصل، وأخذ يستعد لذلك بكل ما يملك من قوة فأعلن النفير العام علي كل أتباعه من الحاضرة والبادية في منطقة جبل شمر كلها، بل بلغ من إحساسه بالخطر ان أرسل - كما يقول موزول - أربعين رسولا علي أربعين ناقة مغطاة بأقمشة سوداء إلى قبائل شمر الذين كانوا يحلون في ذلك الوقت علي الضفة اليمنى لنهر الفرات فيما بين كربلاء والبصرة، وكانت الأغطية السوداء تعبر لجميع رعايا ابن رشيد بأن ذكرهم وشرفهم سوف يغطيان بعار أسود، إذا لم يسرعوا علي الفور لمساعدة قائدهم. وهكذا أسرع جميع الرجال القادرين علي القتال الي حائل، وقد ساهم فارس بن صفوق الجربا ومعه عربانه قادمًا من دير الزور. وبذلك تجمع لدي ابن رشيد قوة هائلة لا يستهان بها، وسار بهم لملاقاة ابن مهنا في القصيم.
أما جيش القصيم فيبدو من المصادر أن حسن بن مهنا وزامل بن سليم لم يستعدوا استعداداً كاملاً لملاقاة ابن رشيد والاشتباك معه في معركة فاصلة، صحيح أنهم كانوا آخذين في الاعتبار إمكانية التصادم مع ابن رشيد في أي وقت وفي أي مكان، ولكن لم تكن نظرتهم للموقعة كنظرة ابن رشيد، يدل علي ذلك أمران:
1. أن حسن بن مهنا أمير بريدة ومعه قواته من الحاضرة والبادية وزامل بن سليم أمير عنيزة حينما خرجا بقواتهما كان أول عمل قاموا به هو إخراج سرية ابن رشيد من الرس بقيادة ابن عساف بعد تأمينهم علي أنفسهم وأموالهم، وذلك بعد أن عزل ابن رشيد الأمير المعين من قبل حسن بن مهنا في الرس صالح الرشيد ووضع مكانه ابن عساف. ثم اتجهت قوات القصيم نحو الخبراء ثم الصعيبية - شرق البكيرية - ثم نزلوا غضي ومعنى هذا اأهم لم يرجعوا ليزيدوا استعدادهم أكثر أو يستقدموا مددا لهم.
2. أن جيش القصيم حينما هزم جيش ابن رشيد في غضي أشار زامل بن سليم بالاكتفاء بهذا النصر وعدم تتبع ابن رشيد حينما تظاهر بالانسحاب، ولكن رأي ابن مهنا بتتبع الجيش واللحاق بهم غلب في نهاية الأمر، ومعني هذا أنهم لم يكونوا يريدون الدخول مع ابن رشيد في معركه مقبلة ولم يستعدوا لذلك.

## المواجهة في غضي
سار جيش القصيم ونزل غضي وتترس في كثبانها الرملية. وقد انضم الي جيش القصيم بعض من القبائل وخصوصاً مطير وعتيبة المعاديتين لابن رشيد.
خرج محمد بن رشيد من حائل بجنوده من الحاضرة والبادية متجهاً الي القصيم فنزل قرية العيون - في الأسياح شمال بريدة - ثم رحل ابن رشيد بجنوده ونزل غضي شمال بريده وعسكر فيها وهي غرب القرعاء - معسكر أهل القصيم - وبذلك تقابل جيش ابن رشيد مع جيش ابن مهنا في مكان واحد، وليس هناك تحديد دقيق لعدد جيوش كل واحد من الجانبين. ويمكن القول أن هذا التجمع هو أكبر تجمع في معركة شهدتها المنطقة ويقول لوريمر" "إنه تجمع في ميدان المعركة عدد من الرجال لم يعرفه وسط الجزيرة في تاريخها كله". وقدرت بعض المراجع الغربية عدد المقاتلين الذين اشتركوا في الموقعة من الجانبين معا. فيقدرها هوجارث (Hogarth) بخمسين ألف مقاتل، بل قدرها آخرون كدائرة المعارف البريطانية في كتاب (Margoliouth, Wahabi) بستين ألف مقاتل. وقد رد الدكتور محمد بن عبد الله السلمان بأنها مبالغة أكيدة، ويكفي في رده أن عدد سكان منطقتي حائل والقصيم -حينذاك- لم يكن في مستوى إخراج مثل هذا العدد للقتال، بالإضافة فإن عدد قتلى الجانبين معًا لم يتعد 1500 شخص عند أكثر من قدروه، ولعل هذا يوحي بأن عدد جيوش الجانبين لا يتعدى خمسة عشر ألف مقاتل.
ومع أن أهل القصيم كانوا يقاتلون في منطقتهم وفي أماكن قريبة نسبيا من مراكز تموينهم إلا أن بعض المصادر تشير الي صعوبات قابلت جيوش القصيم في إمداد قواتهم المتمركزة في غضي، وتشكل بريدة أقرب ممون لها، لكن يبدو أن ابن رشيد قد فرض ما يشبه الحصار الاقتصادي علي الجيش وذلك بقطع طرق تموين جيش القصيم من بريدة في الجنوب، هذا بالإضافة الي أن تمركز جيش ابن مهنا وابن سليم في القرعاء قرابة شهر كامل، ومن معهم من الحاضرة والبادية قد استنفد أموالا طائلة من مواردهم المالية التي يعتمدون عليها.
أما ابن رشيد فيظهر أنه أحسن حالا رغم طول المسافة بين معسكره ومركز تموينه في حائل. يقول محمد العبيد في تاريخه: "نزل ابن رشيد قبالة أهل القصيم، وكانت القوافل تأتيه كل يوم من حائل ومن العراق بجميع ما يحتاج إليه من الطعام علي أشكاله وأصنافه، وبالأسلحة والذخيرة، وأهل القصيم شبه محصورين في غضي، حتى نفذ ما معهم من طعام".
ويبدو أن هذا الوضع السيئ الذي كان عليه جيش القصيم، إضافة الي خوف ابن رشيد من أن طول الانتظار ربما يكون في صالحهم إذا ما وصل عبد الرحمن بن فيصل خصوصا وأن حسن بن مهنا كان يرسل الرسل تباعا لعبد الرحمن بن فيصل يستحثه سرعة القدوم بالإمدادات لهم. كل ذلك دفع ابن رشيد إلى أن يبدأ مناوشاته الحربية مع أهل القصيم وذلك في الثالث عشر من شهر جمادي الآخرة عام 1308هـ (يناير1891م) فثار القتال بين الجانبين، ولم يستطع ابن رشيد إشراك خيوله في المعركة لأن المكان غير مناسب لها؛ فالأرض رملية تغوص فيها حوافر الخيل. إضافة إلى أن جيش القصيم كان مستعد له في هذا الموقع منذ مدة وتمترس وراء رمال غضي، ويبدو أن جيش حسن بن مهنا استعمل في هذا القتال سلاح البنادق أكثر من غيره مما مكنهم من قتل عدد من جنود ابن رشيد قدرتها بعض المصادر بخمسة وثمانين رجلاً، بينما لم يقتل من جيش ابن مهنا سوى خمسة عشر رجلا فقط. بل إن حامل علم (بيرق) ابن رشيد واسمه (مبارك الفريخ) قتل في هذا القتال وكاد العلم أن يسقط علي الأرض لولا أن ابنه (عبد الله الفريخ) شق طريقه بين المقاتلين فاستولى على العلم وأنقذه، واستمر القتال حتى جن الليل علي ميدان المعركة فتوقف وبهذا انتهت هذه الموقعة (موقعة القرعاء) بانتصار جيش القصيم.
ساء ابن رشيد ما وصلت إليه المعركة. فجمع زعماء جنده من الحاضرة والبادية واستشارهم في العمل للخروج من هذا المأزق. وذلك في صباح اليوم التالي. فأشار البعض بمهاجمة جيش القصيم دفعه واحدة وهم زعماء قبيلة شمر. ولكن ابن رشيد طلب مشورة ضيف الله الذويبي الحربي أمير بني عمرو من قبيلة حرب الذي وصل صباح ذلك اليوم الي ميدان المعركة وكان في رأيه خروج حقيقي من هذا المأزق وقلب النتيجة من هزيمة الي نصر.
لقد أشار الذويبي إلى وجوب مغادرة ابن رشيد بجيوشه الموقع لأن جيوش القصيم قد استعدوا به منذ مدة وحفروا لهم حفرا ومخابئ وجعلوها متاريس لهم لا يمكن الوصول إليهم، كما أن أرضية الموقع غير مناسبة لأشراك الخيول والرأي المسير غربا نحو مسطح المليداء فان تركنا جيش ابن مهنا فأمامنا عدد من قراهم - البكيرية وما بعدها - ننهبها ونملكها وأن تبعونا تركناهم حتى نصير واياهم في سهل المليداء فنرجع عليهم بخيولنا.
بدأ ابن رشيد بتطبيق الخطة تدريجيا. فرحل بجيوشه من موضعه الي طرف غضي من الشمال فتبعه جيش ابن مهنا وابن سليم ومعه جنودهم من البادية ونزلوا قبالته من الجنوب، وأقام الجانبان ثمانية أيام دون أن تحدث بينهم إلا مناوشات خفيفة، ويبدو أن كلا الجانبين كان في صالحه الانتظار فابن مهنا كان ينتظر عبد الرحمن بن فيصل الذي تأخر كثيرا حتى قيل أنه استغرق سيره من الرياض إلى الزلفي شهرا كاملا في مسافة لا تستغرق عدة أيام، ويبدو أنه إما وجد صعوبات في جمع أتباع له أو انه كان ينتظر نتيجة المعركة، أما ابن رشيد فقد كان مشغولا في ترتيب قواته من جديد بعد هزيمتها في غضي، وكان في نفس الوقت يتتبع معلومات وأخبار جيش القصيم أولا بأول. وتقول بعض الروايات أن هذه الأخبار كانت تأتيه من بعض الموالين له في القصيم وخاصة أسرة البسام والتي لم يخرج منها أحد للقتال لمعارضتهم أصلا فكرة جر عنيزة في قتال مع حسن ال مهنا ابن رشيد، وكان على رأسهم عبد الله بن عبد الرحمن البسام الذي نصح زامل بن سليم بعدم الركون لرأي حسن ال مهنا ومتابعته في حربه مع ابن رشيد لأن عنيزة لن تجني في هذه الحرب شيئا في حالة الانتصار وسينسب النصر فيها لحسن بن مهنا ولن تجني إلا قتل أبنائها وضياع ثرواتها فما بالك في حالة الهزيمة.

## المواجهة في المليداء

### قبل المعركة
ثم في يوم الجمعة الثاني عشر من جمادي الثانية عام 1308 قرر تنفيذ خطة الذويبي فرحل ابن رشيد بجنوده ونزل بالطرف الشمالي من المليداء - قرب الضلفعه - فأما أن يتبعه ابن مهنا في هذا السهل المسطح أو يتركه فيتجه للقرى الواقعة غرب المليداء فيملكها وهو أمر لن يسكت عليه زعماء القصيم.وهنا وقع الاختلاف بين زعماء القصيم وأصحاب الرأي وانقسموا إلى قسمين:
1- قسم أدرك خطة ابن رشيد وأشار أن يثبت جيش القصيم في مكانه ويرسلون وراء ابن رشيد من يكشف خبره وكان على رأس هذا الراي زامل بن سليم.
2- وقسم آخر رأي أن قصد ابن رشيد الرجوع إلى بلاده والانسحاب إليها بعد هزيمته في القرعاء. ولذلك لابد من تتبع فلوله وكان على رأس هذا الرأي أمير بريدة حسن ال مهنا.
ولم يستمر الخلاف كثيراً ذلك أن حسن بن مهنا ومن معه انتصر رأيهم ويبدو سبب ذلك هو قوة نفوذ حسن بن مهنا في القصيم و((أنهم رموا أصحاب الراي الأول بالخوف والجبن عن ملاقاة العدو)) مع العلم بأن زامل كان يعلم بخطة ابن رشيد لجر الجيش إلى أرض مستوية بحنكة الأمير زامـل والذي نصح ابن مهنا بالتريث والحذر ولكن رأي الأمير حسن المهنا رجح ووقعت أكبر خسارة وقتلى لأهل القصيم في المعارك مع العلم أنهم كانوا متمرسين في رمال نفود الغميس ولديهم الإمداد. يزيد في ذلك أن ابن رشيد أخذ يتحرش بجيش القصيم وكان قصده من ذلك أن تأخذ زعماء القصيم حسن بن مهنا وزامل بن سليم النخوة فيخرجوا إليه وقد كان. ويبدو كما يقول فهد المارك أن زامل كان شجاعاً ((بقلبه ورأيه)). بينما حسن ال مهنا كان شجاعاً ((بقلبه)) أكثر من شجاعته برأيه، لذلك لم يفهم مقاصد ابن رشيد من انسحابه. واستقر رأي أهل القصيم على الرحيل نحو ابن رشيد الذي عسكر في شمال المليداء.

### يوم المعركة
سار ابن مهنا وابن سليم في يوم السبت 13 جمادي الآخرة عام 1308هـ (يناير1891م) فوجدوا عدوهم قد نزل أمامهم في الطرف الثاني من المليداء فنزلوا قبالته من الجنوب، وكان ابن رشيد قد استعد للقتال أتم الاستعداد، كما أعد سلاح الفرسان علي خيولهم لتشترك في الموقعة لأن هذه المرة أرض المليداء أرض صلبة جرداء تستطيع الخيل أن تجري فيها بصورة يكون فيها لفرسان الخيل كر وفر ومجال للقتال أكثر من المجال الأول القرعاء الذي كان في أرض رملية. ولم يكتف ابن رشيد بإشراك الفرسان فحسب بل أعد خطة لإشراك الإبل أيضاً، وذلك بجعلها في مقدمة الجيش عند هجومه على العدو لتكون درعا للفرسان. ولم يلبث أن نشب القتال بين الفريقين فسارت إبل ابن رشيد في المقدمة وخلفها الفرسان على خيولهم، فكانت وقاية لهم من رمي البنادق حتى التحم الفريقان بالقتال صباح السبت 13 جمادى الثانية واستمر حتى ما بعد الظهر.
ويبدو أن سلاح الفرسان قد لاقى منه جيش القصيم الشدائد بينما فرسان أهل القصيم قليلون. ولم يكتف ابن رشيد بذلك بل يذكر موزول بأن ابن رشيد حشد ثلاثة آلاف من الإبل وربط فيها أكواماً من الخشب ربطت في مؤخرة الإبل ثم أُشعلت النار في هذا الخشب فسار خلفها المشاة وبعض الفرسان وخرقوا جيش القصيم فأحدثوا به البلبلة والاضطراب.
لاشك أن موقف أهل القصيم كان صعباً خصوصاً أن أحد قادتهم زامل بن سليم قد سقط قتيلا بالإضافة إلى عبد العزيز بن عبد الله المهنا قائد الفرسان بجيش القصيم، ولكن لم يكن لذلك تأثير في بداية الأمر؛ لأنهم قتلوا والمعركة حامية الوطيس، ويروي من حضر المعركة أن القتال كان شديداً وأن ملح البارود والبنادق قد غطا سماء المعركة وكانت أصوات الرمي تسمع من مكان بعيد وبلغ من تحمس الفريقين للقتال أنهم كانوا يتضاربون بالبنادق كالمضاربة بالأخشاب، وتذكر بعض الروايات أن أهل القصيم قد صمدوا بكل قوة حتى ظهرت بوادر الهزيمة على ابن رشيد، ولكن قبيلة حرب التي مع ابن رشيد هزمت قبيلة مطير التي مع جيش القصيم مما شجع ابن رشيد على الصمود أكثر ويبدو أن هزيمة مطير قد اثرت علي أمير بريدة حسن ال مهنا لأنه كان يعتمد عليهم كثيراً فما كان منه حينما علم بهزيمتهم إلى أن ركب خيله وجيشه هو وخدمه وطوارفه - كما يقول مقبل الذكير - وانهزموا، واستمر أهل القصيم في قتالهم إلى أن طوقهم جيش ابن رشيد من خلفهم خوفا منه أن يلحقوا بأميرهم حسن بن مهنا ثم أمر أهل الخيل باللحاق بحسن بن مهنا وتتبع فلوله. وخسر أهل القصيم العديد من القتلى ويبدوا أنها أكبر خسارة تعرضوا لها في تاريخهم. ويرى الباحث التباين في عدد القتلى من بعض المصادر فبعضها قدرها بثلاثة آلاف قتيل والبعض الآخر 800-100 قتيل.
وكان حسن آل مهنا أمير بريدة قد اتجه بعد انهزامه إلى بريدة أملا في جمع من بقي معه من المقاتلين ولكنه فوجئ بمقتل غالبيتهم في المعركة، فاتجه الي عنيزة وكان قد صوب في المعركة فانكسرت يمينه بينما يذكر موزول أنه فقد يده اليسرى ثم قبض عليه ابن رشيد وأرسله مع عائلته وأبنائه إلى حائل وبقى هناك حتى توفي عام 1320هـ.

### تقديرات أعدد القتلى
نظراً لغياب تقدير موثق لأعداد القتلى في الجيشين فقد جمع الباحث خالد بن سليمان الخويطر التقديرات من عدد من المصادر:
| عدد القتلى                                                                      | عدد القتلى                | المصدر                                                                                         |
| ------------------------------------------------------------------------------- | ------------------------- | ---------------------------------------------------------------------------------------------- |
| القصيم                                                                          | حائل                      | المصدر                                                                                         |
| 600                                                                             | 400                       | إبراهيم القاضي                                                                                 |
| 600                                                                             |                           | ابن ناصر                                                                                       |
| 1000                                                                            | 400                       | الريحاني، تاريخ نجد                                                                            |
| 600                                                                             |                           | فلبي، تاريخ نجد والعربية السعودية                                                              |
| 500                                                                             |                           | إبراهيم الضويان                                                                                |
| 1200                                                                            |                           | سعود بن هذلول                                                                                  |
| 2000 - 3000                                                                     |                           | الشاعر حمود العبيد                                                                             |
| 500                                                                             |                           | عبد الله السلمان                                                                               |
| 100                                                                             |                           | لوريمر                                                                                         |
| 300                                                                             | 800                       | تقرير ابن ثنيان بتاريخ 19 رمضان 1308.                                                          |
| 377 قتيلاً (بريدة 92) (عنيزة 212) (الرس 22) (المذنب 22) (الخبرا 21) (الهلالية 8) |                           | محضر مجلس ولاية المدينة مرفوع للسلطان العثماني بتاريخ 1 شعبان 1308.                            |
|                                                                                 | 800                       | وثيقة عثمانية، كورشون العثمانيون وآل سعود.                                                     |
| 1300                                                                            | 800 - 1000                | وثيقة عثمانية بتاريخ 6 شعبان 1308هـ                                                            |
| 4000                                                                            | 4000                      | وثيقة عثمانية كتبت بعد (20 شعبان 1308هـ)، فيها تقرير محمد أمين بحسب عن المعركة إفادة بدوي شمري |
| 1000 قتيل من القصيم وحائل                                                       | 1000 قتيل من القصيم وحائل | عبد الله البسام (الخزانة)                                                                      |
| 1000                                                                            |                           | عبد الرحمن بن عبد العزيز السليم (نقلاً عن د/ محمد السلمان، الأحوال السياسية في القصيم).         |
| 400                                                                             |                           | رواية سليمان البسام (نقلاً عن محمد السلمان، الأحوال السياسية في القصيم).                        |
| 300                                                                             |                           | رواية عبدالله الخنيني (نقلاً عن محمد السلمان، الأحوال السياسية في القصيم).                      |
| 800                                                                             |                           | رواية إبراهيم العواد (نقلاً عن محمد السلمان، الأحوال السياسية في القصيم).                       |
| 3000                                                                            | 500                       | فؤاد حمزة (نقلاً عن محمد السلمان، الأحوال السياسية في القصيم).                                  |
| 361                                                                             |                           | عبد الله العبد الرحمن البسام، الخزانة                                                          |

## من نتائج المعركة
- من أهم نتائج معركة المليداء أنها كانت من أكبر الخطوات الحاسمة لابن رشيد إذ مكنته من السيطرة علي جميع أنحاء نجد.
- من أشهر قتلى معركة المليداء زامل بن عبد الله السليم أمير عنيزة الذي قُتل في بداية المعركة، وقتل معه ابنه علي.[6]
- ذكر الباحث خالد الخويطر أن عدد القتلى في جيش القصيم كان كبيراً نظراً لقلة تعداد السكان آنذاك، ونقل ما كتبه مقبل الذكير من أنه: "لم يبق بيت في عنيزة لم تدخله المصيبة"، وأشار الباحث إلى رواية الشيخ عبد الله البسام: أن ناصر النويصر من أهل عنيزة وكان مقيماً في مكة رأى خطاباً من الوجيه عبد الله العبد الرحمن البسام لأحد أهل عنيزة في مكة يخبره بأن عدد القتلى في المليدا من اهل عنيزة فقط وصل إلى 361.[7]
- عندما أصيب حسن المهنا أمير بريدة بإصابة بالغة، ثم سمع عن مقتل زامل السليم فضّل الهرب، ثم قبض عليه وحُمل مأسوراً لابن رشيد وحكم عليه بالسجن المؤبد إلى وفاته عام 1320هـ.[8]

## مشاهد من معركة المليداء
دون الباحث خالد الخويطر العديد من المشاهد المتعلقة بالمعركة منها:
- عندما أصيب علي إبراهيم المجراد من أهل حائل إصابة قاتلة أخذ من حوله يُلقنونه الشهادة، فقال لهم وهو يحتضر: خلوني من الشهادة اللي عند ربي سألقاه لكن بشروني بكسرة القصمان فمات على هذه الحالة.
- في أثناء المصاف للمعركة حاول زامل السليم التقليل من قوة الخصم في نفوس رجاله، وعندما رأى خيول خصمه قال لمن حوله ساخراً: "وش ذي!! بقر الخبوب؟" فقال له بعض من حوله: "هذي خيل الرشيد الله يكفينا شرها".
- بعد المعركة أخذ ابن رشيد يتفقد القتلى هو وابن عمه حمود العبيد الرشيد، فجاء من أخبره أنهم وجدوا جثة زامل السليم، فتقدم إليه وتفحصه، وكان ممدداً وقد سقط عنه شماغه وانكشف رأسه، فأخذ ابن رشيد يتوجد عليه، ويشير بعصاه إلى رأسه ويقول: "والله من الدهاء بهالراس".